# 교황 에우제니오 4세
교황 에우제니오 4세(라틴어: Eugenius PP. IV, 이탈리아어: Papa Eugenio IV)는 제207대 교황(재위: 1431년 3월 3일 - 1447년 2월 23일)이다. 본명은 가브리엘레 콘둘메르(이탈리아어: Gabriele Condulmer)이다.

## 어린 시절
콘둘메르는 베네치아에서 부유한 상인 집안의 아들로 태어났다. 고향에 있는 알가의 성 제오르지오 의전참사회에 들어갔다. 24세가 되었을 때 외삼촌인 교황 그레고리오 12세에 의해 시에나의 주교에 임명되었다. 그러나 시에나의 도시 당국은 24세의 젊은이일 뿐만 아니라 외지인이 자신들의 교구장 주교로 오는 것에 반대하였다. 교구장직을 사임하였고 교황청 회계 담당, 교황청 서기장, 산 클레멘테 성당의 사제급 추기경이 되었다.
교황 마르티노 5세는 그를 산타 마리아 인 트라스테베레 성당의 사제급 추기경에 임명했다. 또한 그는 안코나 경계 지방에 있는 피체눔의 교황 특사를 지내기도 했다.

## 교황

### 교황 선출
콘둘메르는 1431년 콘클라베에서 마르티노 5세의 뒤를 이어 교황으로 서둘러 선출되었다. 에우제니오 4세라는 이름으로 1431년 3월 11일 성 베드로 대성전에서 즉위식을 가졌다. 콘클라베에 앞서 추기경들 간의 서면 합의에 따라 그는 모든 교회 세입의 절반을 추기경들에게 나누어 줄 것과 영적인 문제와 세속적인 문제에 있어서 중요한 사안은 추기경들과 함께 상의하겠다고 약속했다.
키가 크고 날씬하며 매력적인 용모를 지녔으나, 분쟁을 해결능력이 떨어지고 융통성이 부족하여 대인관계가 원만하지 않았다. 즉위 후 전임 마르티노 5세의 가문으로서 많은 성과 영지를 하사받은 콜론나 가문을 경계하여 그들의 힘을 약화시키기 위해 노력했다. 이는 곧 교황령의 지방 자치 강화를 지지한 권세 있는 콜론나 가문과 교황 간의 심각한 대립으로 발전하였으나 오래 가지 않아 양측 간에 휴전이 맺어졌다.

### 공의회와의 갈등
에우제니오 4세 통치시기의 가장 주목할 점은 단연 교황과 바젤 공의회(1431-1439) 간의 다툼이다. 즉 공의회 지상주의와 교황권과의 갈등이다. 바젤 공의회는 전임 교황 마르티노 5세의 소집령에 따라 1431년 7월 23일 교황 특사 줄리아노 체사리니 추기경이 공의회를 개막했다. 바젤에서 로마로 간 브장송의 의전 사제 부페는 교황에게 바젤 주민들의 기질과 바젤의 환경에 대해 부정적이고 과장된 설명을 했다. 교황은 공의회의 진정성에 대해 불신을 갖게 되었으며 마침 공의회에 참석한 인원이 매우 적다는 소식을 듣고 그해 12월 18일에 바젤 공의회를 해산하고 18개월 후 볼로냐에서 공의회를 소집한다는 칙령을 발표했다.
하지만 바젤 공의회에 참석한 이들은 교황의 이 같은 조치에 크게 반발했다. 에우제니오 4세의 이 같은 행동은 교황청이 진정한 개혁을 반대한다는 주장이 설득력을 얻게 만들었다. 바젤 공의회는 해산을 거부했다. 대신에 그들은 콘스탄츠 공의회의 결의안을 갱신하고 공의회가 교황보다 우월하다고 선언하면서 에우제니오 4세에게 바젤에 출두하라고 지시했다. 1433년 5월 31일 신성 로마 제국 황제로 등극한 지기스문트가 타협안을 마련했다. 즉 교황이 공의회의 해산을 명령한 칙령을 취소하고 교황으로서의 모든 권한을 보류한다는 조건 아래 교황보다 공의회의 권위를 더 높인 내용이 들어간 교령들을 통과한 공의회 초반 회기를 취소하고 1433년 12월 15일자부터 바젤 공의회를 세계 공의회로 인정한다는 것이었다.

### 교황의 로마 탈출

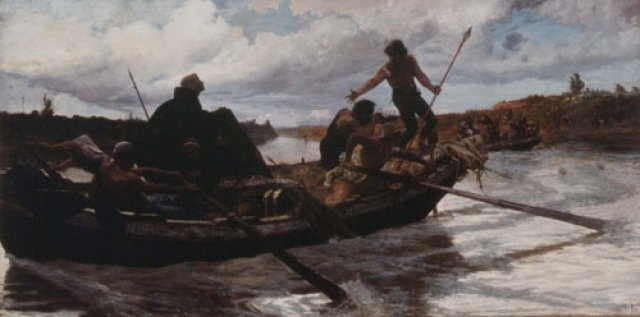
테베레강을 타고 로마를 탈출하는 교황 에우제니오 4세

교황이 한 발 양보한 이유는 그가 롬바르디아 전쟁에서 밀라노에 맞선 피렌체와 베네치아를 지원하자 그에 대한 보복 차원에서 교황의 콘도티에로를 지냈던 니콜로 포르테브라초와 니콜로 피키니오 휘하의 필리포 마리아 비스콘티의 군대가 교황령을 침공했기 때문이었다. 설상가상 로마에서는 콜론나 가문이 반란을 일으켜 공화국을 세웠다.
1434년 6월 초에 교황은 베네딕도회 수도복으로 갈아입은 후 테베레강에서 배를 타고 로마를 탈출했다. 양쪽 제방 기슭에서 날아오는 돌을 피하면서 강을 따라 내려간 후 오스티아에 대기하고 있던 피렌체의 배에 탑승했다. 로마는 다음해 10월 레카나티의 주교 조반니 비텔레스키가 이끈 군대에 항복하면서 회복되었다. 1435년 8월 페라라에서 교전국들은 평화 조약을 체결하였다. 교황은 1436년 4월 볼로냐로 거처를 옮겼다. 그동안 교황의 콘도티에로인 프란체스코 스포르차와 비텔레스키 주교가 교황령의 대부분을 탈환했다. 프레페티 디 비코 같은 전통적인 교황의 적들을 분쇄되었으며 콜론나 가문은 1436년 8월 팔레스트리나에 있는 그들의 요새가 파괴된 후 항복하였다.

### 재기
한편 바젤 공의회와는 새로운 갈등이 전개되었다. 에우제니오 4세는 1438년 1월 8일 페라라에 공의회를 소집하고 바젤 공의회에 참석한 고위 성직자들을 파문했다. 1438년 7월 7일 프랑스 왕 샤를 7세는 프랑스 성직자들이 페라라 공의회에 참석하는 것을 금지하고 바젤 공의회의 교령들을 약간 수정한 다음 채택했다. 바젤 공의회가 편향적으로 프랑스 쪽에 기울었다고 판단한 잉글랜드 왕과 부르고뉴 공작은 바젤 공의회를 인정하지 않기로 결정했다. 카스티야와 아라곤, 밀라노, 바이에른도 지지를 철회했다.
바젤 공의회는 1438년 1월 24일 에우제니오 4세의 교황직을 정직시킨 다음 1439년 6월 25일 그를 이단자로 규정하고 폐위를 선언했다. 다음해 11월 바젤 공의회는 사보이아 공작 아메데오 8세를 대립교황 펠릭스 5세로 선출했다. 1439년 3월 26일 마인츠 의회는 신성 로마 제국에 대한 교황의 권리 대부분을 박탈하는 안을 통과시켰다.
역병 때문에 페라라에서 장소를 옮겨 피렌체에서 소집된 공의회에서는 1439년 7월 정치적 결과물로 동방 정교회와의 일치를 선언해 교황의 위상을 일시적으로 드높였다. 뒤이어 교황은 다른 종파들과도 일치를 도모하였다. 에우제니오 4세는 1439년 11월 22일 아르메니아 사도교회와 합의했으며, 1443년에는 시리아 정교회 일부와 합의했고, 1445년에는 귀일한 네스토리우스파와 마론파를 받아들였다. 그는 1443년에 출병한 십자군에게 교황 수입의 5분의 1을 지원하겠다고 약속하면서까지 오스만 제국의 침략을 막기 위해 노력했으나 1444년 11월 10일 바르나 전투에서 십자군이 오스만군에 참패를 당했다. 체사리니 추기경은 전투 중에 목숨을 잃었다.
한편 에우제니오 4세의 맞수인 대립교황 펠릭스는 신성 로마 제국에서조차 거의 인정받지 못했다. 결국 신성 로마 제국 황제 프리드리히 3세는 에우제니오 4세를 지지하는 방향으로 움직였다. 황제의 유능한 조언가 중의 한 사람인 인문주의자로 훗날 교황 비오 2세가 되는 에네아 실비오 피콜로미니는 1442년 에우제니오 4세와 화해했다. 교황이 아라곤 왕 알폰소 5세의 나폴리 왕위 주장을 인정함으로써 이탈리아에 마지막으로 남아있던 바젤 공의회의 지지세력은 완전히 사라졌다. 1442년에 에우제니오 4세와 알폰소, 비스콘티는 프란체스코 스포르차로부터 안코나 주의 마르케를 탈환하기 위해 니콜로 피치니노를 내보냈으나 몬톨모 전투에서 연합군이 패배하면서 교황과 스포르차는 화해하게 된다.
에우제니오 4세는 거의 10년에 가까운 망명 생활을 청산하고 1443년 9월 28일 로마에 개선하였다. 그는 프랑스 왕의 바젤 공의회 인정에 항의했으나 별다른 결과를 얻지 못했다. 하지만 14447년 2월 피콜로미니가 선제후들과 협상하여 독일 전역이 대립교황에 반대한다는 입장을 발표했다. 이 합의는 에우제니오 4세 사후에 이루어졌다.

### 노예제도
그리스도교는 1430년대 초까지 카나리아 제도에서 많은 개종자를 얻었다. 하지만 포르투갈 왕국과 카스티야 왕국이 이곳에 대한 소유권을 놓고 분쟁하게 된다. 그런데 통제가 효과적으로 이루어지지 않았기 때문에 섬들이 주기적으로 습격받아 주민들이 노예로 매매되는 일이 벌어졌다. 이미 922년 코블렌츠 지역 공의회에서 그리스도교 신자가 같은 그리스도교 신자를 잡아 노예로 삼는 행위를 크게 규탄한 적이 있었다.
카나리아 제도의 교구장인 페르난도 칼베토스 주교의 탄원으로 교황 에우제니오 4세는 1434년 12월 17일 교황 칙서 《만물의 창조주》(Creator Omnium)를 발표해 과거 이교도 지역이라는 이유로 포르투갈에게 허용했던 이 섬의 정복 권리를 취소했다. 에우제니오 4세는 그리스도교 신자가 된 사람을 노예로 만드는 사람은 모조리 파문했고, 이 처벌은 노예로 전락한 사람들이 자유와 재산을 되찾을 때까지 풀리지 않고 지속했다.
그럼에도 불구하고 포르투갈 군인들이 1435년에 카나리아 제도를 계속 약탈하자 에우제니오 4세는 카나리아 제도에 대한 전쟁과 주민들을 노예로 삼는 것을 금지를 더욱 강화한 칙서 《오래 전에》(Sicut Dudum)를 발표했다. 에우제니오 4세는 식민지로 전락한 카나리아 주민들을 노예로 만드는 것을 규탄하고 노예로 만든 사람들을 즉시 해방시켜 주기 전까지 피의자들은 파문의 고통 속에 살아야 할 것이라고 단호하게 말했다. 《오래 전에》(Sicut Dudum)는 유럽인들이 신대륙을 발견하기 60년 전에 이미 노예제도를 강하게 규탄했다는 점에서 역사적 의의가 있다고 볼 수 있다.

## 죽음과 영향

피렌체 대성당에 있는 교황 에우제니오 3세 전신상

에우제니오 4세가 교황으로 있는 동안에 사건사고가 너무 많았다. 그래서 선종하기 전에 말하길 수도원을 떠난 것을 후회한다고 할 정도였다. 하지만 그는 교회 일치를 위해 노력하여 바젤 공의회를 상대로 승리를 거둠으로써 공의회 지상주의를 물리쳐 외양적으로나마 교황권을 서구 대이교(1378–1417) 이전에 절대적이었던 시절로 되돌리는데 크게 기여했다. 하지만 그의 승리는 유럽의 군주들에게 양보해서 얻은 것이었다. 이후 교황들은 교황령의 세입에 더욱 의존할 수 밖에 없었다.
에우제니오 4세는 몸가짐에 위엄이 있었지만 행동은 미숙하고 우유부단하며 흥분하기 쉬운 성격이었다. 이단자들에 대해서는 단호한 태도를 보인 그였지만 가난한 사람들에 대해서는 한없는 호의를 베풀었다. 그는 수도회, 특히 프란치스코회를 개혁하기 위해 노력했고 결코 족벌주의의 잘못을 저지르지 않았다. 사생활 부문에서는 엄격했지만 예술과 학문을 참으로 좋아했으며 1431년에 로마 대학교를 재건했다. 또한 그는 1436년 3월 25일 피렌체 대성당을 축성했다.
에우제니오 4세는 1447년 2월 23일 로마에서 선종했으며, 성 베드로 대성전 내부 교황 에우제니오 3세의 무덤 옆에 안장되었다. 그의 무덤은 나중에 테베레강 반대편에 있는 산 살바토레 인 라우로 성당으로 이장되었다.

## 같이 보기
- 교황 목록